# جائزة إيطاليا الكبرى 2009
جائزة إيطاليا الكبرى 2009 (بالإنجليزية: 2009 Italian Grand Prix)‏ هو سباق فورمولا 1 أقيم في حلبة مونزا، إيطاليا. كان الثالث عشر من أصل 17 في بطولة العالم لسباقات الفورمولا واحد موسم 2009. حلّ البرازيلي روبنز باركيلو أولا بينما جاء البريطاني جنسن باتون في المركز الثاني وحصل على المركز الثالث الفنلندي كيمي رايكونن.